# 新関章三
新関 章三（にいぜき しょうぞう、1944年 - ）は、日本の数学者、高知大学名誉教授、学位は理学博士。専攻は数学。

## 履歴
名古屋工業大学計測工学科を卒業後、1968年、九州大学大学院工学研究科修士課程応用物理学科修了、1971年大阪大学大学院理学研究科博士課程数学専攻に進学し、1988年京都大学より理学博士号（論文博士）を取得。その後1986～8年、高知大学理学部助教授、1989年度～2005年度高知大学理学部教授。

## 著作
- 『パソコンで学ぶやさしい関数グラフィックス』福島英寿, 吉村政文との共著、森北出版 1992年
- 『ガロアの理論』I. スチュワート著 ; 翻訳

## 人物
解析学の泰斗であり、確率論や統計学において業績を残す。